# Inuits Netsilik

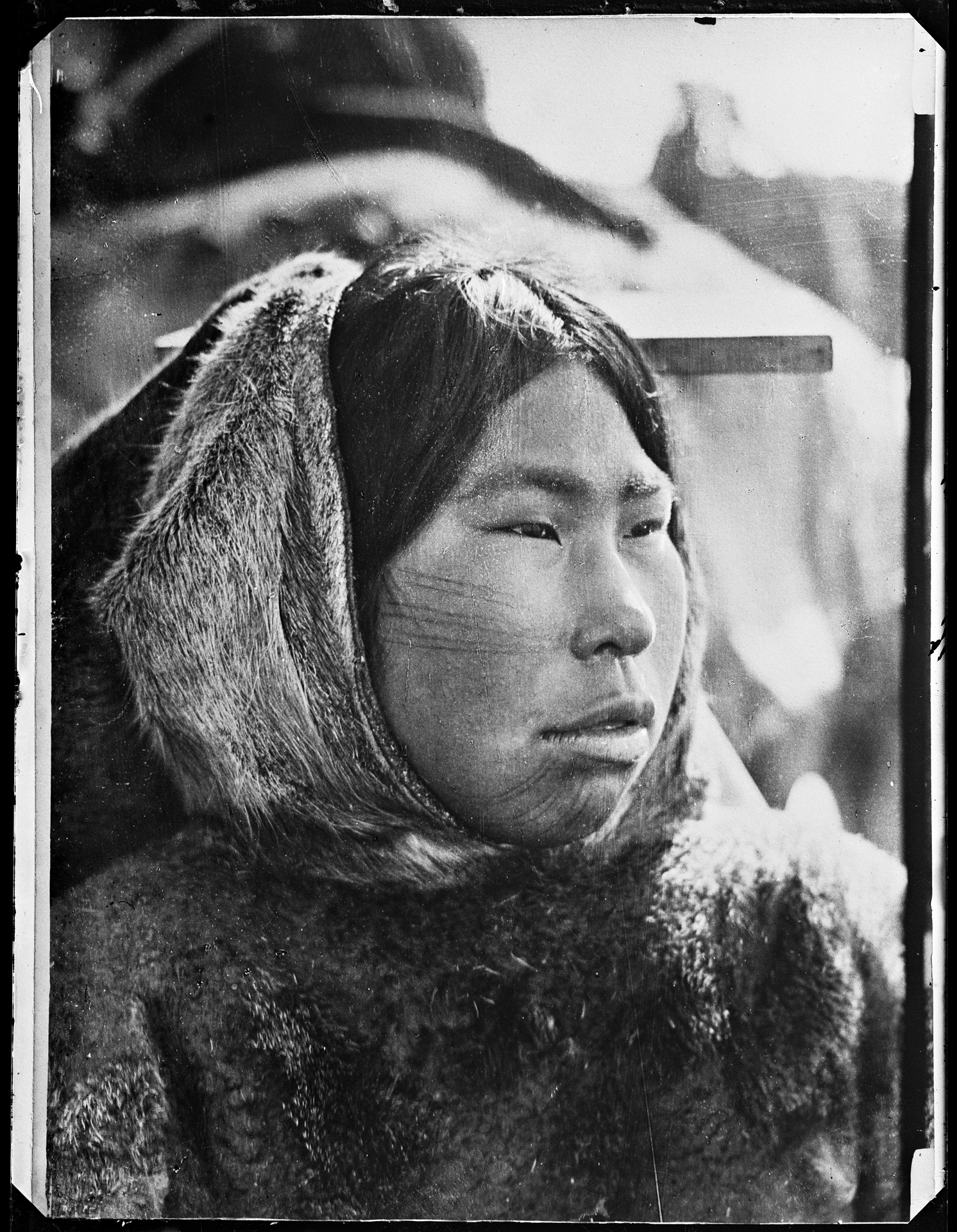
Kabloka, une femme Netsilik. Photo prise en 1903-1905

Les Inuits Netsilik, ou Netsilikmiut, qui vivent dans la région de Pelly Bay (Arvilikjuaq) et dans le nord de l’île de Baffin, ont été le dernier peuple de l'Arctique à rencontrer des missionnaires, au début du XXe siècle ; ils ont donc été les derniers à faire l’apprentissage de l’écriture syllabique de l'Inuktitut (qaniujaaqpait), qu’ils ont adoptée au cours des années 1920.